# Xiyu
Cet article concerne d'anciennes régions d'Asie centrale. Pour l'île de Xiyu, voir Xiyu (Pescadores).

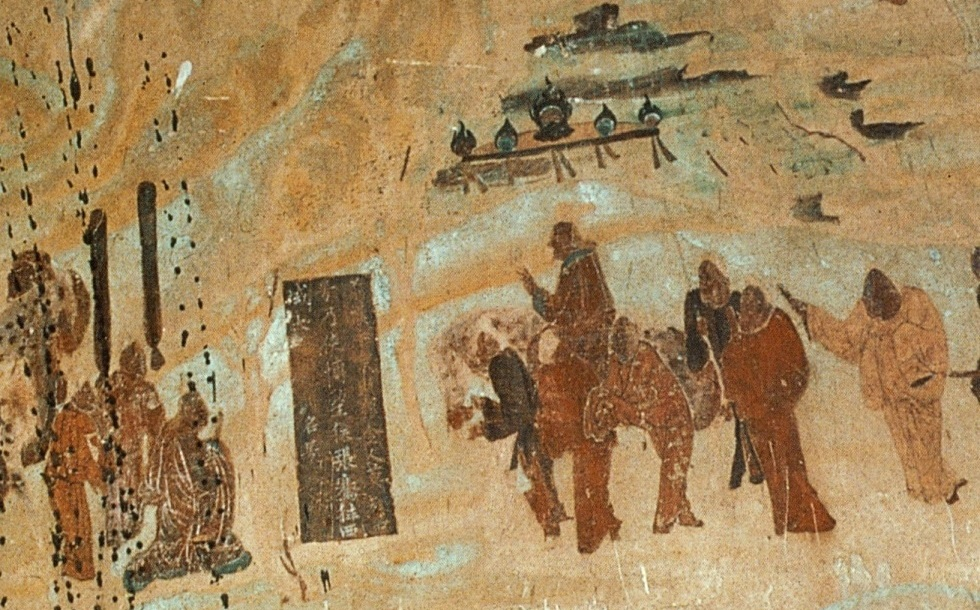
Carte de Xiyu par Zhang Qian (张骞) à Dunhuang

Le Xiyu (chinois : 西域 ; pinyin : Xīyù ; Wade : Hsi1-yü4 ; EFEO : Hsi-yu ; litt. « territoire occidental »), ou Régions de l'Ouest, est le nom par lequel les chroniques chinoises désignent du IIIe siècle av. J.-C. au VIIIe siècle les régions situées à l'ouest de Yumenguan, qui est le point de passage le plus à l'ouest de la portion chinoise de la route de la soie. Ce terme désigne la plupart du temps l'Asie centrale et parfois, de manière plus spécifique, la partie la plus à l'est de cette région, à savoir le bassin du Tarim. Parfois, ce terme est utilisé de manière générique pour désigner diverses régions situées à l'ouest de la Chine. Ainsi, dans le roman La Pérégrination vers l'Ouest de Wu Cheng'en, le mot « Ouest » sert à désigner le sous-continent indien.

## Histoire

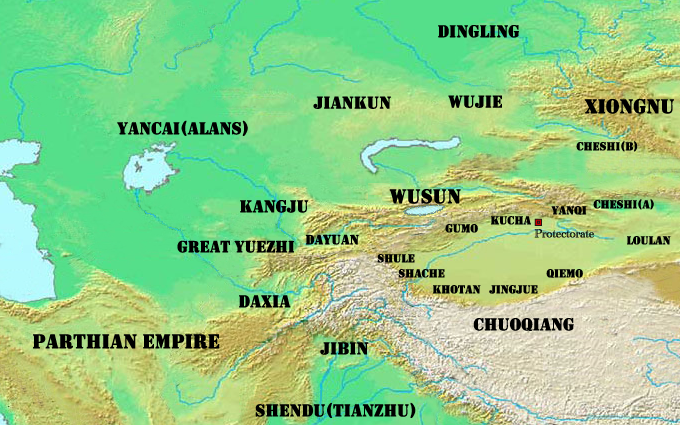
Les Régions de l'Ouest au

En raison de leur emplacement stratégique, cette zone étant la portion centrale de la route de la soie, les Régions de l'Ouest ont été vues comme importantes d'un point de vue stratégique depuis au moins le IIIe siècle av. J.-C. C'est dans le Xiyu que se déroule la guerre Han–Xiongnu, qui dure jusqu'en 89 av. J.-C. et se conclut par la victoire des Chinois. Pour gérer le bassin du Tarim nouvellement soumis, les Han instaurent un protectorat militaire, le Protectorat des Régions de l'Ouest. Après un hiatus dû à la guerre civile qui éclate à la fin de la dynastie Han, le protectorat est re-créé par le royaume de Wei et subsiste jusqu'aux alentours de l'an 328.

conquêtes de Tang Taizong

Au VIIe siècle, les campagnes des Tang contre les Turcs occidentaux rétablissent le contrôle de la Chine sur les Régions de l'Ouest. Tout comme les Han avant eux, les Tang établissent un protectorat militaire, pour asseoir leur mainmise sur le secteur : le Protectorat général pour pacifier l'Ouest. Ce nouveau protectorat existe de 640 à 790 et disparaît lors des troubles qui accompagnent la révolte d'An Lushan.
Durant les siècles suivants, la région devient une sorte de passerelle commerciale et culturelle entre l'Asie de l'Est, le sous-continent indien, le monde musulman et l'Europe, et ce tout particulièrement pendant la période de l'Empire mongol.

## Échanges
L'un des apports culturels les plus importants des Régions de L'Ouest sont les textes bouddhistes, en particulier les sūtras mahâyâna , qui étaient transportés par les commerçants et les moines pèlerins jusqu'en Chine. Le moine Xuanzang, qui a vécu au début de la dynastie Tang, a traversé la région alors qu'il était en route pour étudier les textes bouddhistes en Inde. Au retour de ce voyage, il a écrit une œuvre qui a eu une influence importante sur le bouddhisme chinois, le Rapport du voyage en Occident à l'époque des Grands Tang, dont il a achevé l'écriture à Chang'an (aujourd'hui Xi'an), la capitale des Tang.

## Peuplement et ethnies
Avant le début des migrations des peuples turcs, les peuples de la région étaient des indo-européens, que l'on pouvait, grosso modo, diviser en deux groupes linguistiques : les Scythes et les Tokhariens. Les peuples des cités-états de Hotan et Kachgar parlaient le scythe, qui fait partie du groupe des langues iraniennes orientales, tandis que les habitants de Kucha et Tourfan parlaient la langue des Tokhariens. La langue du peuple autochtone de Loulan n'est pas encore entièrement comprise et/ou déterminée. Le bouddhisme était alors la religion dominante de la région, sous influence de l'Empire kouchan qui y règne du Ier au IIIe siècle, et on y pratiquait l'art greco-bouddhique.

## Voir également
- Gansu
- Xinjiang
- Histoire de la dynastie Han
- Royaume de Khotan
- Royaume de Shule
- Sogdiane
- Turkestan
- Protectorat des Régions de l'Ouest
- Protectorat général pour pacifier l'Ouest